# آنتونیو آکوآ
آنتونیو آکوآ (ایتالیایی: Antonio Acqua؛ ‏ ۵ نوامبر ۱۹۱۰ – ۱۸ اکتبر ۱۹۷۶) بازیگر اهل ایتالیا بود.
از فیلم‌هایی که وی در آن نقش داشته‌است، می‌توان به هشت‌ونیم، شیخ سفید، پرندگان، زنبورهای عسل و ایتالیایی‌ها، مرد راه‌آهن، شام دلقک و طلاق به سبک ایتالیایی اشاره کرد.